# Hessea incana
Hessea incana är en amaryllisväxtart som beskrevs av Deirdré Anne Snijman. Hessea incana ingår i släktet Hessea och familjen amaryllisväxter. Inga underarter finns listade i Catalogue of Life.